# Marco Olmo
Pour les articles homonymes, voir Olmo.
Marco Olmo est un athlète italien, né le 8 octobre 1948, considéré comme un expert en ultra-trail.

## Biographie
Marco Olmo a remporté depuis 1996 de nombreuses courses prestigieuses : il a notamment remporté l'Ultra-Trail du Mont-Blanc (2006, 2007) et la Transgrancanaria (2008), et il a été très bien classé sur une dizaine de Marathon des Sables. Il a remporté l’ultra Africa race à l’âge record de 69 ans en novembre 2017.
Il est végétarien, marié et sans enfant. Il a travaillé toute sa vie comme ouvrier.

## Palmarès
| no  | masculin           | Course                    | Longueur | Départ          | Temps            |
| --- | ------------------ | ------------------------- | -------- | --------------- | ---------------- |
| 3e  | Médaille de bronze | Marathon des sables       | 220 km   | 4 avril 1996    | 20 h 47 min 17 s |
| 3e  | Médaille de bronze | Marathon des sables       | 220 km   | 4 avril 1997    | 17 h 57 min 19 s |
| 3e  | Médaille de bronze | Marathon des sables       | 225 km   | 4 avril 1999    | 18 h 18 min 55 s |
| 3e  | Médaille de bronze | Ultra-Trail du Mont-Blanc | 155 km   | 26 août 2005    | 21 h 49 min 57 s |
| 1er | Médaille d'or      | Ultra-Trail du Mont-Blanc | 155 km   | 25 août 2006    | 21 h 6 min 6 s   |
| 1er | Médaille d'or      | Ultra-Trail du Mont-Blanc | 163 km   | 24 août 2007    | 21 h 31 min 58 s |
| 1er | Médaille d'or      | Transgrancanaria          | 115 km   | 1er mars 2008   | 12 h 25 min 40 s |
| 1er | Médaille d'or      | Ultra Africa Race         | 220 km   | 5 novembre 2017 | 23 h 16 min 28 s |

## Records personnels
- 24 heures route : 199,931 km aux 24 h IAU de Gravigny[8]